# Вилбранд фон Кефернбург
Вилбранд фон Кефернбург (на немски: Wilbrand von Kevernburg, Wulbrand, Hildebrand; * ок. 1180; † 5 април 1253) от фамилията Кефернбург, е от 1235 до 1253 г. архиепископ на Магдебург.

## Биография
Той е син на граф Гюнтер II фон Шварцбург–Кефернбург († 1197) и втората му съпруга Аделхайд фон Локум-Халермунд, наследничка на Графство Халермунд. Брат е на граф Лудолф II фон Халермунд († 1256) и полубрат на Албрехт I фон Кефернбург († октомври 1232), архиепископ на Магдебург през 1205 – 1232 г.
На 31 май 1235 г. Вилбранд е избран за архиепископ на Магдебург. За епископ е помазан едва през ноември или декември 1235 г. Той има добри отношения с императора и лоши с папата. Бори се с Йохан I и брат му Ото III фон Бранденбург.